# Rexford Tugwell
Rexford Tugwell, właśc. Rexford Guy Tugwell (ur. 10 lipca 1891 w Sinclairville w stanie Nowy Jork, zm. 21 lipca 1979 w Santa Barbara w Kalifornii) – amerykański ekonomista i polityk, w latach 1941–1946 gubernator Portoryko, znajdującego się wówczas pod administracją kolonialną Stanów Zjednoczonych. Jeden z trzech członków Brain trust – zespołu doradców ekonomicznych 32. prezydenta USA Franklina Delano Roosevelta.

## Życiorys
Urodził się 10 lipca 1891 roku w Sinclairville w stanie Nowy Jork.
Ukończył Wharton School of Finance and Commerce na należącym do Ligi Blusczowej University of Pennsylvania, gdzie kolejno zdobył tytuły bachelora (1915), MA (1916) i doktora nauk ekonomicznych (1922).
Wykładał w Columbia University. Wraz z dwoma innymi profesorami tej uczelni – Adolfem A. Berlem i Raymondem Moleyem stanowili zespół doradców ekonomicznych prezydenta Franklina Delano Roosevelta, zwany Brain trust. Wspomagali Roosevelta w stworzeniu planu ekonomicznego na potrzeby kampanii wyborczej w 1932. Stworzony program reform ekonomiczno–społecznych, którego celem było przeciwdziałanie skutkom wielkiego kryzysu przeszedł do historii pod nazwą New Deal. Po zwycięskich wyborach Tugwell podjął pracę w administracji jako zastępca sekretarza rolnictwa Stanów Zjednoczonych. W 1936 podjął pracę w sektorze prywatnym. Następnie w latach 1938–1941 sprawował funkcję zarządzającego departamentem zarządzania przestrzennego miasta Nowy Jork.
W 1941 Tugwell objął funkcję kanclerza University of Puerto Rico, a 19 września 1941, zastąpił tymczasowo pełniącego funkcję José Miguela Gallardo na stanowisku gubernatora Portoryko. Był gubernatorem przez pięć lat, do 3 września 1946. Jego następcą został Jesús Toribio Piñero. Przeżycia z Portoryko opisał w wydanej w 1946 książce The Stricken Land
W latach 1946–1952 Tugwell kierował Instytutem Planowania Uniwersytetu Chicagowskiego, gdzie do 1957 jako profesor wykładał nauki polityczne. W latach 1957–1964 zarządzał Center for the Study of Democratic Institutions w kalifornijskiej Santa Barbarze. W tym czasie publikuje kolejne książki. Wydana w 1968 na poły autobiograficzna historia The Brains Trust przyniosła mu Bancroft Prize.
Rexford Tugwell zmarł w 21 lipca 1979 roku w Santa Barbara w Kalifornii.

## Poglądy
Był przedstawicielem instytucjonalizmu. Tugwell wskazywał na sprzeczność celów społecznych i świata biznesu. Jego zdaniem postępowi technicznemu nie odpowiadał postęp społeczny, dlatego potrzebna jest aktywna rola państwa, które podejmie wszechstronny program społeczny.

## Publikacje
Wybrane dzieła Tugwella:
- Baza ekonomiczna interesu publicznego (rozprawa doktorska z 1920 r.)
- Nadciągający wiek przemysłu (1927)
- The Stricken Land (1946)
- The Democratic Roosevelt (1957)
- The Light of Other Days (1962)
- The Brains Trust (1968)